# Azizbek Haydarov
Azizbek Haydarov (en uzbeko: Азизбек Ҳайдаров; Taskent, RSS de Uzbekistán; 8 de julio de 1985) es un exfutbolista de Uzbekistán que jugaba en la posición de centrocampista.

## Carrera internacional
Haydarov ha disputado 67 partidos con la selección nacional de fútbol de Uzbekistán desde 2007 (a 31 de marzo de 2015), incluidos seis partidos de clasificación para la Copa Mundial de la FIFA 2010.

## Carrera

### Club
| Periodo   | Club                    | Apariciones | Goles |
| --------- | ----------------------- | ----------- | ----- |
| 2004–2007 | Lokomotiv Tashkent      | 19          | 2     |
| 2007–2011 | FC Bunyodkor            | 143         | 8     |
| 2011–2017 | Al-Shabab Al Arabi Club | 123         | 13    |
| 2017–2018 | Ajman Club              | 19          | 0     |
| 2018      | FC Bunyodkor            | 12          | 3     |
| 2019      | Lokomotiv Tashkent      | 7           | 0     |

### Selección nacional
Jugó para Uzbekistán en 86 ocasiones de 2007 a 2018 y anotó un gol en la victoria por 3-1 ante Yemen el 17 de noviembre de 2015 en Doha por la clasificación de AFC para la Copa Mundial de Fútbol de 2018. Participó en los Juegos Asiáticos de 2006 y en tres ediciones de la Copa Asiática.

## Logros
- Liga de fútbol de Uzbekistán (3): 2008, 2009, 2010
- Copa de Uzbekistán (2): 2008, 2010